# Hedfryle
Hedfryle (Luzula congesta) är en tågväxtart som först beskrevs av Jean-Louis Thuillier, och fick sitt nu gällande namn av Alexandre Louis Simon Lejeune. Hedfryle ingår i frylesläktet som ingår i familjen tågväxter. Arten är reproducerande i Sverige. Inga underarter finns listade i Catalogue of Life.